# Blepharidachne
Blepharidachne  Hack. é um género botânico pertencente à família Poaceae, subfamília Chloridoideae, tribo Eragrostideae.
Suas espécies ocorrem na América do Norte e América do Sul.

## Sinônimo
- Eremochloe S.Watson (SUH)

## Espécies
- Blepharidachne benthamiana (Hack. ex Kuntze) Hitchc.
- Blepharidachne bigelovii (S. Watson) Hack.
- Blepharidachne hitchcockii Lahitte
- Blepharidachne kingii (S. Watson) Hack.